# 앨런 워런

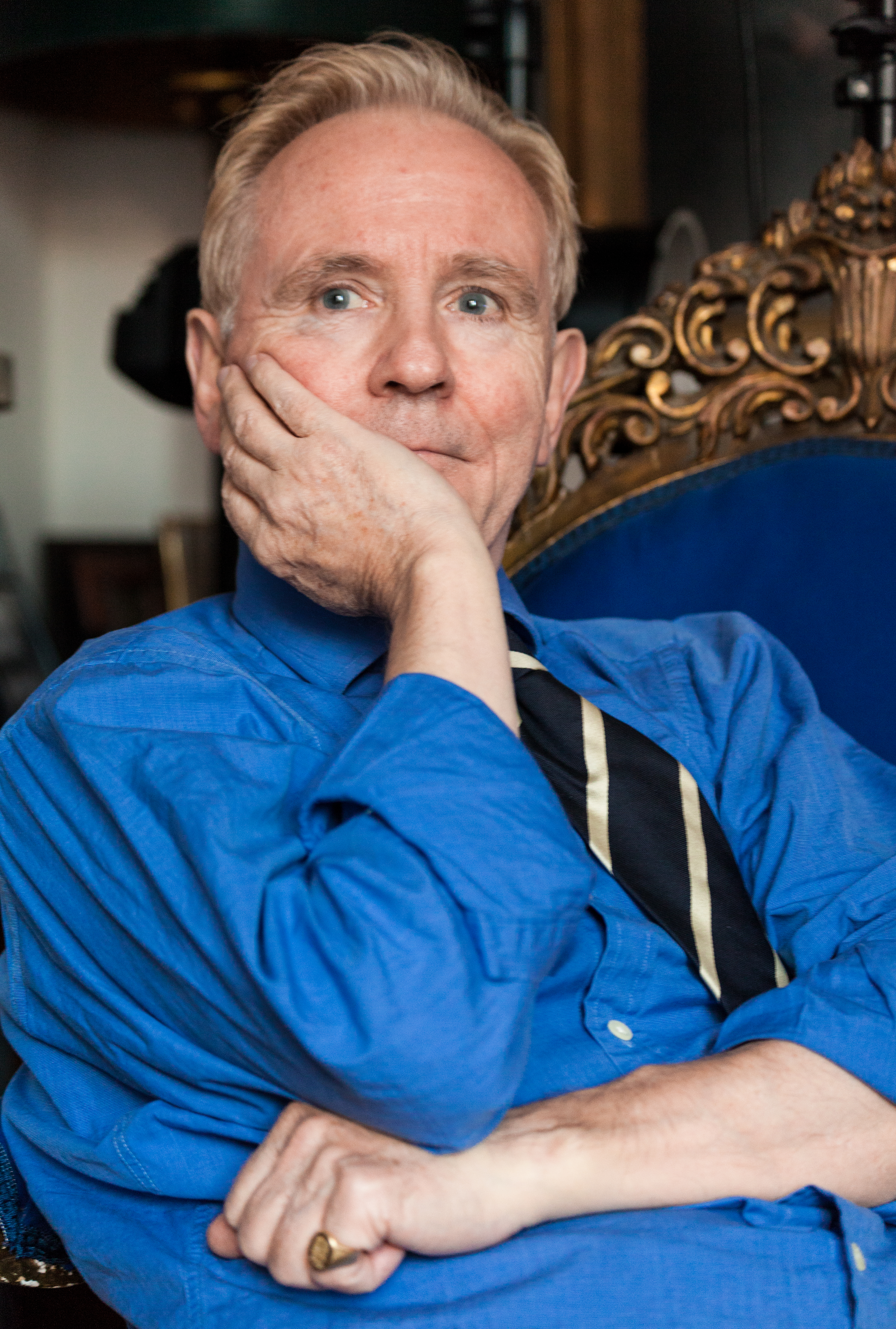
2012년의 워런

마이클 앨런 워런(영어: Michael Allan Warren, 1948년 10월 26일 ~ )은 주로 상류사회 구성원들에 대한 그의 이미지로 유명한, 영국의 초상화 사진가이다. 그의 젊은 시절에 배우이자 재능 관리자였던 그는 영국 귀족, 정치인, 그리고 유명인사들의 초상화로 두각을 나타냈다. 그의 대상들은 앨릭 더글러스흄, 캐리 그랜트, 소피아 로렌, 찰스 3세, 제1대 마운트배튼오브버마 백작 루이 마운트배튼, 그리고 로런스 올리비에를 포함한다.